# (250840) Motörhead
(250840) Motörhead ist ein Asteroid des äußeren Hauptgürtels, der vom französischen Informatiker und Amateurastronomen Jean-Claude Merlin am 30. Oktober 2005 am vollautomatischen Ritchey-Chrétien-81-cm-Teleskop des Tenagra II Observatory in Nogales, Arizona (IAU-Code 926) entdeckt wurde. Das Teleskop konnte Merlin bei der Entdeckung von Frankreich aus ansteuern.
Der Asteroid gehört zur Hygiea-Familie, einer eher älteren Gruppe von Asteroiden, wie vermutet wird, deren größtes Mitglied der Asteroid (10) Hygiea ist.
(250840) Motörhead wurde am 16. März 2014 nach der britischen Musikgruppe Motörhead benannt. Nach dem Sänger und Bassisten von Motörhead, Lemmy Kilmister, wurde am 14. November 2016 ein Asteroid benannt: (243002) Lemmy.